# Linux-libre
Linux-libre（/ˈlɪnəks ˈliːbrə/）是一种计算机作業系統内核，它是由Linux核心修改而來的GNU自由软件 。此專案的目的是移除Linux核心內不包含源代码、含有代码混淆以及使用專有許可證釋出的部份，使其变得完全自由。当中沒有源代码的部份稱為blob，通常是韌體，此部份一般是可再散佈的，但不允许使用者閱讀或修改原始碼。而Linux-libre则是完全的自由軟體。

## 歷史
Linux核心從1996年開始就包含了二進制blob。而清除二進制blob的工作則由gNewSense在2006年開始。2007年，BLAG有了更多的進展，Linux-libre就此誕生。Linux-libre是由拉丁美洲自由软件基金会(FSFLA)所開發，自由软件基金会認可，作為自由軟體基金會認可的Linux發行版的一部份。它在2012年3月成為了GNU計畫的其中一個軟體包，Alexandre Oliva是此專案的維護者。

## 專有韌體的移除方法
移除過程需要用到稱為deblob-main的指令碼。這個指令碼是由gNewSense所啟發。Jeff Moe做了後續的修改以符合BLAG Linux and GNU發行版的需求。 而有另一個deblob-check腳本是用來檢查被懷疑包含了專有軟體的核心源檔案、修補程式或是被壓縮的源檔案。

## 移除專有韌體的影響
除了整個系統都是執行自由軟體以外，移除使用者無法研究或修改的裝置韌體同時有正反兩面的影響。
移除裝置韌體的好處是可以免除專有韌體無法被直接從原始碼看見的程式問題，或是可以由Linux核心維護者修復的程式錯誤或是安全問題。惡意的韌體可能會破壞整個系統，而且專有韌體無法讓其他開發者進行安全審查。即使是一個看似無害的程式錯誤都可能會破壞整個系統的安全性。
而從核心移除專有韌體的缺點則是可能會導致部份硬體功能的缺失，因為其尚未有可替代的自由軟體。這可能會影響部份的声卡、显示卡、電視卡以及网卡，或是其他設備。通常自由韌體是作為可選的替代品提供。

## 可用性
去除專有軟體的Linux核心的源代码及預編譯軟體包在使用Linux-Libre腳本的發行版提供。Freed-ora是一個維護基於Fedora核心的RPM軟體包的子專案。也在提供Debian及其衍生發行版中提供，如Ubuntu。

## 發行版

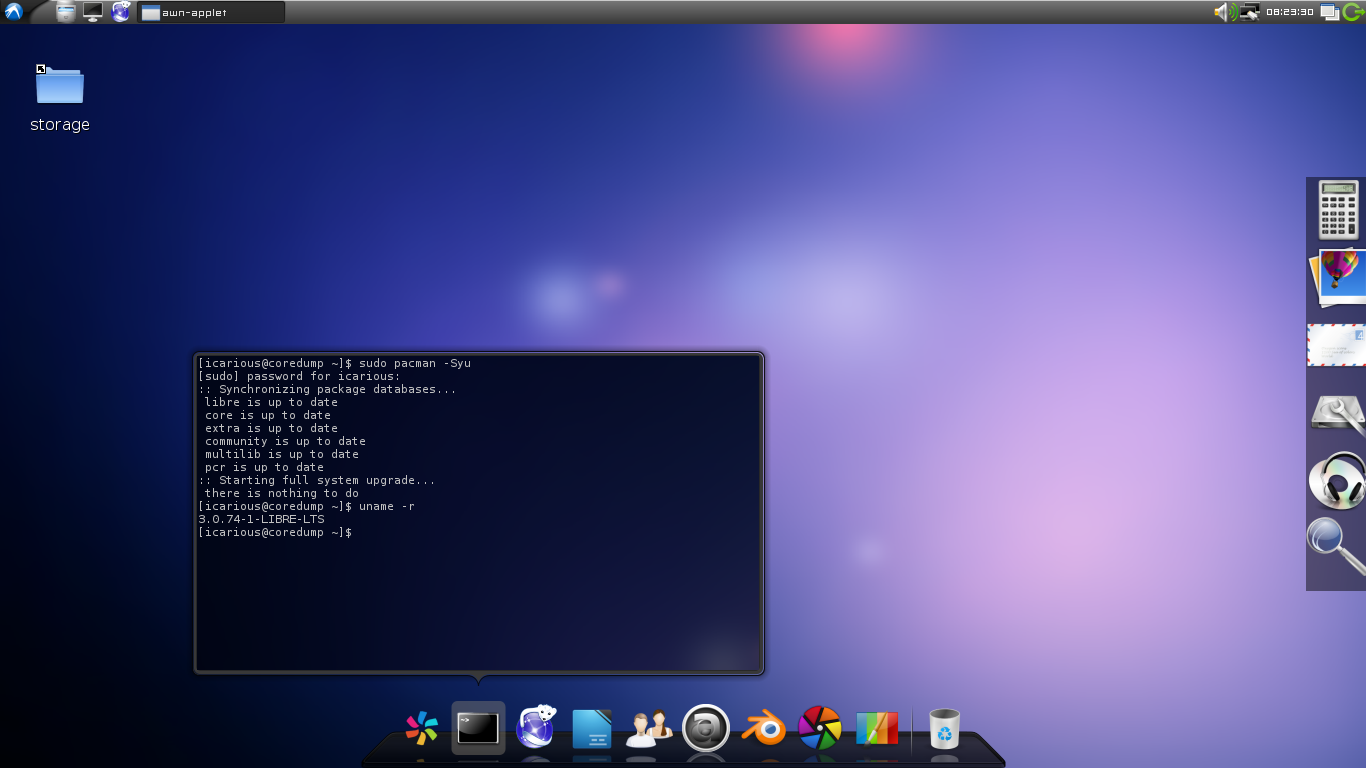
Parabola GNU/Linux-libre使用Linux-libre作為預設核心。

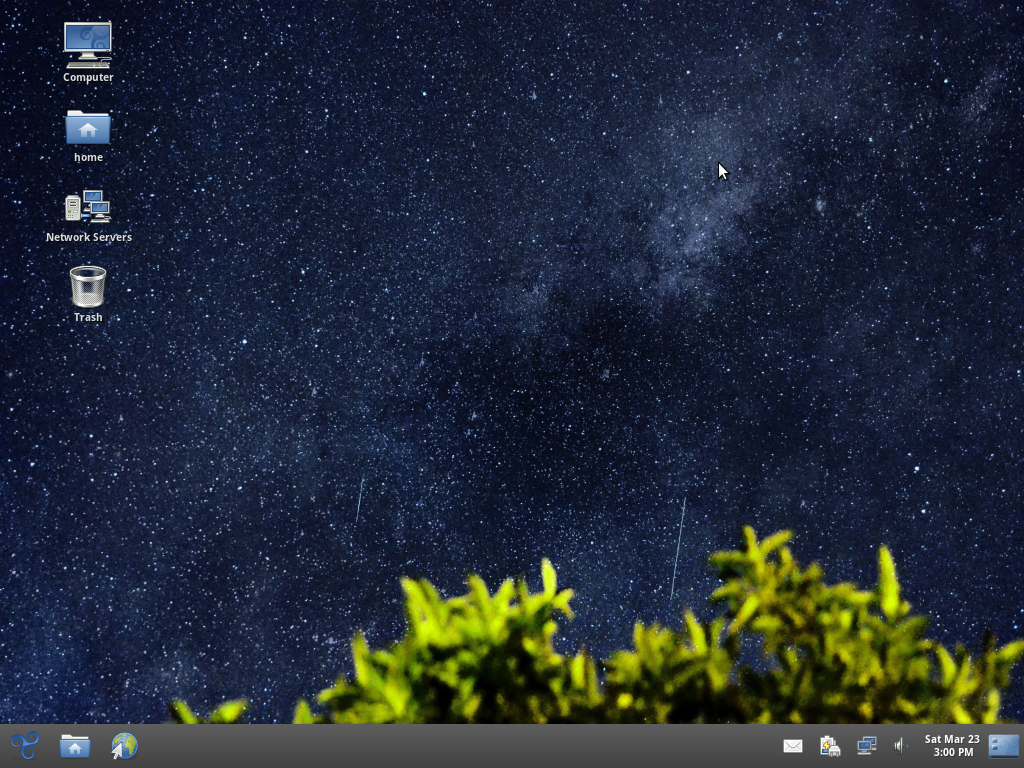
Trisquel自2.1版起提供基於Linux-libre的100%自由核心。

下列發行版預設使用Linux-libre核心：
- GNU Guix System
- BLAG Linux and GNU（英语：BLAG Linux and GNU）[6]
- Dragora GNU/Linux（英语：Dragora GNU/Linux）[16]
- dyne:bolic（英语：dyne:bolic）[17]
- gNewSense
- Musix GNU/Linux（英语：Musix GNU/Linux）
- Parabola GNU/Linux-libre
- Trisquel
- 參見自由軟體基金會認可的Linux發行版

下列發行版預設使用標準的Linux核心，但也提供Linux-libre做為替代核心：
- Arch Linux[18]
- Canaima（英语：Canaima (operating system)）[19]
- Debian
- Gentoo Linux[20][21]

## 即時內核版本
dyne:bolic發行版的核心是編譯成用來实时计算的，可以讓多媒體剪輯及其他需要低延遲的工作得到更好的性能表現。 Trisquel與Parabola GNU/Linux-libre也提供了即時內核的版本。